# Marquesado de Villa-Rocha
El marquesado de Villa-Rocha es un título nobiliario, en una familia que tuvo sus orígenes en la ciudad de Sevilla (España) y que después se trasladó a la Real Audiencia de Quito, en América. Alcanzaría su máxima notoriedad histórica en la persona de Mariana Carcelén de Guevara y Larrea, última marquesa de la dinastía original, esposa del héroe independentista Antonio José de Sucre, y por tanto primera dama de Perú y Bolivia.

## Historia

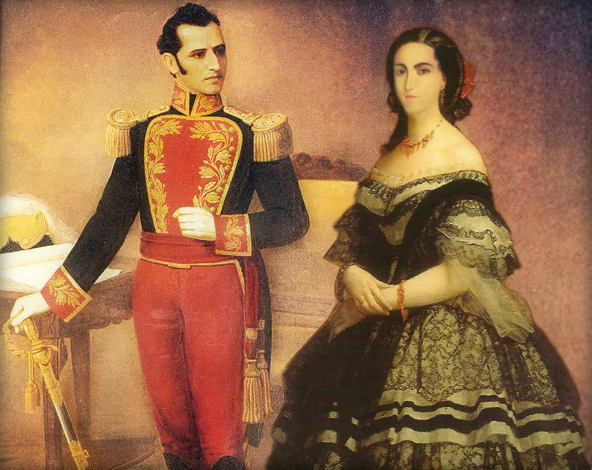
Mariana Carcelén de Guevara, VII marquesa de Villarocha, y su esposo Antonio José de Sucre

Inició en el año 1574, cuando el rey Felipe II le otorga el título al primer marqués de Villarocha: Antonio Andrés Girandía de la Rocha, maestre de campo y caballero de la Orden de Santiago. El honor le fue conferido en atención a sus servicios prestados a la corona, sobre todo en la Batalla de Lepanto. Jirandía no ostentó oficialmente el título por no poder hacer comprobar que sus rentas eran suficientes para mantener el Mayorazgo, condición necesaria para reclamar el título. El nombre del marquesado se deriva del predio familiar en las afueras de la ciudad, conocido como "Villa Rocha".

### Confirmación del título
El título fue confirmado por Felipe V el 18 de julio de 1698 al quiteño José Antonio de la Rocha y Carranza, tataranieto del primer titular, general de artillería y que fue además gobernador y capitán general de Tierra Firme, presidente de la Real Audiencia de Panamá, ministro de la Inquisición de Lima y caballero de la Orden de Calatrava. Le fue otorgado además el vizcondado previo de Villa Carranza (no heredable).
Si bien esta casa nobiliaria se inició en España, solo el primero de sus miembros nació en la península ibérica. No se conoce exactamente como la familia llegó a las colonias de América, pero el nieto del primer marqués, nacido en la ciudad de Quito, actual Ecuador, reclamó el título para sí y ya que no tuvo sucesión se lo heredaría a su sobrina, María Josefa Lago-Bahamonde y de la Rocha. Pasando de esta manera el marquesado a tierras americanas.

### Fin del marquesado en Ecuador
La casa de los marqueses de Villarocha en tierras ecuatorianas llega a su fin con la marquesa Mariana Carcelén, quien pierde sus títulos tras la promulgación de una ley que abolía todos los privilegios y títulos de la nobleza dentro de los territorios de la entonces recién creada Gran Colombia, y que más tarde sería ratificada por el novísimo estado de Ecuador. Sin embargo siguió siendo tratada bajo el título extraoficial de marquesa hasta su muerte en 1871; fecha en la que su hijo, Felipe Barriga y Carcelén de Guevara se convirtió en el primer pretendiente al título. Actualmente existen varios pretendientes no oficiales al título de marqués de Villarocha por parte de miembros descendientes de la familia Barreiro Maurtua en el Ecuador cuyo reclamo se hacen por medio de Ignacia Maria Carcelen y Sánchez de Orellana, hija de José Carcelén de Guevara y Pérez de Ubillús, entre ellos figuran los hijos mayores de Jorge Efraín Barreiro Maurtua: Gabriel Barreiro Mac-Kliff y Vivian del Rosario Barreiro Mac-Kliff de Rodríguez ambos como pretendientes ecuatorianos a los títulos de marqués de Solanda, marqués de Villarocha, condes de Maurtua y barones de Rada, a su vez los hijos Efrain Barreiro Pin, Jorge Gonzalo Rodriguez Barreiro, Rina V Rodriguez Barreiro de Subia, Ariela Rodriguez de Uribe y nietos Daniela Rodriguez Pierrottet, Camila Rodriguez Pierrottet, Steven Subia Rodriguez, Walter Subia Rodriguez, Mateo Uribe Rodriguez. los cuales son herederos pretendientes a los títulos mencionados con anterioridad.

### Restitución del título en Chile
El título fue restaurado en favor de herederos del mismo, que se habían trasladado a Chile; en el año 1950, cuando el marqués pretendiente, Federico Sánchez de Loria y Errázuriz, fue reconocido oficialmente como tal. Murió sin descendencia y por lo tanto le sucedió su sobrino, Luis Hernán Granier Bulnes, quien es el actual IX marqués de Villarocha desde 1999.

## Titulares
- Antonio Andrés Girandía de la Rocha, I marqués de Villa-Rocha.[8]

Confirmación en 1703
- José Antonio de la Rocha y Sánchez de Carranza, le sucedió su sobrina:

- María Josefa Lago-Bahamonde y de la Rocha, III marquesa de Villa-Rocha. Le sucedió su hijo:

- Pablo Carcelén de Guevara y Lago-Bahamonde, IV marqués de Villa-Rocha. Le sucedió su hijo:

- José Carcelén de Guevara y Pérez de Ubillús (f. 1807),[9] V marqués de Villa-Rocha. Le sucedió su hijo:

- Felipe Carcelén de Guevara y Sánchez de Orellana (f. 1823),[9] VI marqués de Villa-Rocha. Se vinculan en su persona los marquesados de Villarocha y Solanda; títulos que heredaría de sus dos padres. Le sucedió su hija:

- Mariana Carcelén de Guevara y Larrea-Zurbano (f. 1861), VII marquesa de Villa-Rocha.

Rehabilitado en 1950
- Federico Sánchez de Loria y Errázuriz, VIII marqués de Villa-Rocha (1905-1998).

- Luis Hernán Granier y Bulnes, IX marqués de Villa-Rocha (n. 1966).

## Árbol genealógico
| \| Marqués de Villa Rocha, 1574 \| \| \| \| \| \| \| \| \| \| \| \| \| \| \| \| \| \| \| \| \| \| \| \| \| \| \| \| \| \| \| \| \| \| \| \| \| Antonio Andrés Girandía de la Rocha (flor. 1571) I marqués de Villa Rocha, Señor del Castillo de la Rocha Caballero de Santiago \| \| \| \| \| \| \| \| \| \| \| \| \| \| \| \| \| \| \| \| \| \| \| \| \| \| \| \| \| \| \| \| \| \| \| \| \| \| \| \| \| \| \| \| \| \| \| \| \| \| \| \| \| \| \| \| \| \| \| \| \| \| \| \| \| \| \| \| \| \| \| \| \| \| Jerónimo Andrés de la Rocha y Jordán (f. 1607) \| \| \| \| \| \| \| \| \| \| \| \| \| \| \| \| \| \| \| \| \| \| \| \| \| \| \| \| \| \| \| \| \| \| \| \| \| \| \| \| \| \| \| \| \| \| \| \| \| \| \| \| \| \| \| \| \| \| \| \| \| \| \| \| \| \| \| \| \| \| \| \| \| \| Jerónimo Andrés de la Rocha y de la Rocha (1571-1638) \| \| \| \| \| \| \| \| \| \| \| \| \| \| \| \| \| \| \| \| \| \| \| \| \| \| \| \| \| \| \| \| \| \| \| \| \| \| \| \| \| \| \| \| \| \| \| \| \| \| \| \| \| \| \| \| \| \| \| \| \| \| \| \| \| \| \| \| \| \| \| \| \| \| Diego de la Rocha y Pérez de Montiel (1607-1687) \| \| \| \| \| \| \| \| \| \| \| \| \| \| \| \| \| \| \| \| \| \| \| \| \| \| \| \| \| \| \| \| \| \| \| \| \| \| \| \| \| \| \| \| \| \| \| \| \| \| \| \| \| \| \| \| \| \| \| \| \| \| \| \| \| \| \| \| \| \| \| \| \| \| \| \| \| \| \| \| \| \| \| \| \| \| \| \| \| \| \| \| \| \| \| \| \| \| \| \| \| \| \| \| \| \| \| \| \| \| \| Marqués de Villa Rocha, 1698 \| \| \| \| \| \| \| \| \| \| \| \| \| \| \| \| \| \| \| \| \| \| \| \| \| \| \| \| \| \| \| \| \| \| \| \| \| José Antonio de la Rocha y Carranza (1662-1730) II marqués de Villa Rocha \| José Antonio de la Rocha y Carranza (1662-1730) II marqués de Villa Rocha \| José Antonio de la Rocha y Carranza (1662-1730) II marqués de Villa Rocha \| José Antonio de la Rocha y Carranza (1662-1730) II marqués de Villa Rocha \| José Antonio de la Rocha y Carranza (1662-1730) II marqués de Villa Rocha \| José Antonio de la Rocha y Carranza (1662-1730) II marqués de Villa Rocha \| \| \| Catalina de la Rocha y Carranza \| Catalina de la Rocha y Carranza \| Catalina de la Rocha y Carranza \| Catalina de la Rocha y Carranza \| Catalina de la Rocha y Carranza \| Catalina de la Rocha y Carranza \| \| \| Magdalena de la Rocha y Carranza \| Magdalena de la Rocha y Carranza \| Magdalena de la Rocha y Carranza \| Magdalena de la Rocha y Carranza \| Magdalena de la Rocha y Carranza \| Magdalena de la Rocha y Carranza \| \| \| \| \| \| \| \| \| \| \| \| \| \| \| \| José Antonio de la Rocha y Carranza (1662-1730) II marqués de Villa Rocha \| José Antonio de la Rocha y Carranza (1662-1730) II marqués de Villa Rocha \| José Antonio de la Rocha y Carranza (1662-1730) II marqués de Villa Rocha \| José Antonio de la Rocha y Carranza (1662-1730) II marqués de Villa Rocha \| José Antonio de la Rocha y Carranza (1662-1730) II marqués de Villa Rocha \| José Antonio de la Rocha y Carranza (1662-1730) II marqués de Villa Rocha \| Sin sucesión \| \| Catalina de la Rocha y Carranza \| Catalina de la Rocha y Carranza \| Catalina de la Rocha y Carranza \| Catalina de la Rocha y Carranza \| Catalina de la Rocha y Carranza \| Catalina de la Rocha y Carranza \| \| \| Magdalena de la Rocha y Carranza \| Magdalena de la Rocha y Carranza \| Magdalena de la Rocha y Carranza \| Magdalena de la Rocha y Carranza \| Magdalena de la Rocha y Carranza \| Magdalena de la Rocha y Carranza \| \| \| \| \| \| \| \| \| \| \| \| \| \| \| \| \| \| \| \| \| \| \| \| María Josefa Lago-Bahamonde y de la Rocha III marquesa de Villarocha \| María Josefa Lago-Bahamonde y de la Rocha III marquesa de Villarocha \| María Josefa Lago-Bahamonde y de la Rocha III marquesa de Villarocha \| María Josefa Lago-Bahamonde y de la Rocha III marquesa de Villarocha \| María Josefa Lago-Bahamonde y de la Rocha III marquesa de Villarocha \| María Josefa Lago-Bahamonde y de la Rocha III marquesa de Villarocha \| \| \| José Melchor de Vivar y de la Rocha (1695-1764) \| José Melchor de Vivar y de la Rocha (1695-1764) \| José Melchor de Vivar y de la Rocha (1695-1764) \| José Melchor de Vivar y de la Rocha (1695-1764) \| José Melchor de Vivar y de la Rocha (1695-1764) \| José Melchor de Vivar y de la Rocha (1695-1764) \| \| \| \| \| \| \| \| \| \| \| \| \| \| \| \| \| \| \| \| \| \| \| \| María Josefa Lago-Bahamonde y de la Rocha III marquesa de Villarocha \| María Josefa Lago-Bahamonde y de la Rocha III marquesa de Villarocha \| María Josefa Lago-Bahamonde y de la Rocha III marquesa de Villarocha \| María Josefa Lago-Bahamonde y de la Rocha III marquesa de Villarocha \| María Josefa Lago-Bahamonde y de la Rocha III marquesa de Villarocha \| María Josefa Lago-Bahamonde y de la Rocha III marquesa de Villarocha \| \| \| José Melchor de Vivar y de la Rocha (1695-1764) \| José Melchor de Vivar y de la Rocha (1695-1764) \| José Melchor de Vivar y de la Rocha (1695-1764) \| José Melchor de Vivar y de la Rocha (1695-1764) \| José Melchor de Vivar y de la Rocha (1695-1764) \| José Melchor de Vivar y de la Rocha (1695-1764) \| \| \| \| \| \| \| \| \| \| \| \| \| \| \| \| \| \| \| \| \| \| \| \| Pablo Carcelén de Guevara y Lago-Bahamonde IV marqués de Villarocha \| Pablo Carcelén de Guevara y Lago-Bahamonde IV marqués de Villarocha \| Pablo Carcelén de Guevara y Lago-Bahamonde IV marqués de Villarocha \| Pablo Carcelén de Guevara y Lago-Bahamonde IV marqués de Villarocha \| Pablo Carcelén de Guevara y Lago-Bahamonde IV marqués de Villarocha \| Pablo Carcelén de Guevara y Lago-Bahamonde IV marqués de Villarocha \| \| \| Juana Dolores Vivar de la Rocha y Ruiz de Azúa (1746-1801) \| Juana Dolores Vivar de la Rocha y Ruiz de Azúa (1746-1801) \| Juana Dolores Vivar de la Rocha y Ruiz de Azúa (1746-1801) \| Juana Dolores Vivar de la Rocha y Ruiz de Azúa (1746-1801) \| Juana Dolores Vivar de la Rocha y Ruiz de Azúa (1746-1801) \| Juana Dolores Vivar de la Rocha y Ruiz de Azúa (1746-1801) \| \| \| \| \| \| \| \| \| \| \| \| \| \| \| \| \| \| \| \| \| \| \| \| Pablo Carcelén de Guevara y Lago-Bahamonde IV marqués de Villarocha \| Pablo Carcelén de Guevara y Lago-Bahamonde IV marqués de Villarocha \| Pablo Carcelén de Guevara y Lago-Bahamonde IV marqués de Villarocha \| Pablo Carcelén de Guevara y Lago-Bahamonde IV marqués de Villarocha \| Pablo Carcelén de Guevara y Lago-Bahamonde IV marqués de Villarocha \| Pablo Carcelén de Guevara y Lago-Bahamonde IV marqués de Villarocha \| \| \| Juana Dolores Vivar de la Rocha y Ruiz de Azúa (1746-1801) \| Juana Dolores Vivar de la Rocha y Ruiz de Azúa (1746-1801) \| Juana Dolores Vivar de la Rocha y Ruiz de Azúa (1746-1801) \| Juana Dolores Vivar de la Rocha y Ruiz de Azúa (1746-1801) \| Juana Dolores Vivar de la Rocha y Ruiz de Azúa (1746-1801) \| Juana Dolores Vivar de la Rocha y Ruiz de Azúa (1746-1801) \| \| \| \| \| \| \| \| \| \| \| \| \| \| \| \| \| \| \| \| \| \| \| \| José Carcelén de Guevara y Pérez de Ubillús V marqués de Villa Rocha \| José Carcelén de Guevara y Pérez de Ubillús V marqués de Villa Rocha \| José Carcelén de Guevara y Pérez de Ubillús V marqués de Villa Rocha \| José Carcelén de Guevara y Pérez de Ubillús V marqués de Villa Rocha \| José Carcelén de Guevara y Pérez de Ubillús V marqués de Villa Rocha \| José Carcelén de Guevara y Pérez de Ubillús V marqués de Villa Rocha \| \| \| Tadea Bravo de Naveda y Vivar (1768-1833) \| Tadea Bravo de Naveda y Vivar (1768-1833) \| Tadea Bravo de Naveda y Vivar (1768-1833) \| Tadea Bravo de Naveda y Vivar (1768-1833) \| Tadea Bravo de Naveda y Vivar (1768-1833) \| Tadea Bravo de Naveda y Vivar (1768-1833) \| \| \| \| \| \| \| \| \| \| \| \| \| \| \| \| \| \| \| \| \| \| \| \| José Carcelén de Guevara y Pérez de Ubillús V marqués de Villa Rocha \| José Carcelén de Guevara y Pérez de Ubillús V marqués de Villa Rocha \| José Carcelén de Guevara y Pérez de Ubillús V marqués de Villa Rocha \| José Carcelén de Guevara y Pérez de Ubillús V marqués de Villa Rocha \| José Carcelén de Guevara y Pérez de Ubillús V marqués de Villa Rocha \| José Carcelén de Guevara y Pérez de Ubillús V marqués de Villa Rocha \| \| \| Tadea Bravo de Naveda y Vivar (1768-1833) \| Tadea Bravo de Naveda y Vivar (1768-1833) \| Tadea Bravo de Naveda y Vivar (1768-1833) \| Tadea Bravo de Naveda y Vivar (1768-1833) \| Tadea Bravo de Naveda y Vivar (1768-1833) \| Tadea Bravo de Naveda y Vivar (1768-1833) \| \| \| \| \| \| \| \| \| \| \| \| \| \| \| \| \| \| \| \| \| \| \| \| Felipe Carcelén de Guevara y Sánchez de Orellana (1765-1823) VI marqués de Villa Rocha, VI marqués de Solanda \| Felipe Carcelén de Guevara y Sánchez de Orellana (1765-1823) VI marqués de Villa Rocha, VI marqués de Solanda \| Felipe Carcelén de Guevara y Sánchez de Orellana (1765-1823) VI marqués de Villa Rocha, VI marqués de Solanda \| Felipe Carcelén de Guevara y Sánchez de Orellana (1765-1823) VI marqués de Villa Rocha, VI marqués de Solanda \| Felipe Carcelén de Guevara y Sánchez de Orellana (1765-1823) VI marqués de Villa Rocha, VI marqués de Solanda \| Felipe Carcelén de Guevara y Sánchez de Orellana (1765-1823) VI marqués de Villa Rocha, VI marqués de Solanda \| \| \| Mariano Sánchez Bravo de Naveda (1805-1871) \| Mariano Sánchez Bravo de Naveda (1805-1871) \| Mariano Sánchez Bravo de Naveda (1805-1871) \| Mariano Sánchez Bravo de Naveda (1805-1871) \| Mariano Sánchez Bravo de Naveda (1805-1871) \| Mariano Sánchez Bravo de Naveda (1805-1871) \| \| \| \| \| \| \| \| \| \| \| \| \| \| \| \| \| \| \| \| \| \| \| \| Felipe Carcelén de Guevara y Sánchez de Orellana (1765-1823) VI marqués de Villa Rocha, VI marqués de Solanda \| Felipe Carcelén de Guevara y Sánchez de Orellana (1765-1823) VI marqués de Villa Rocha, VI marqués de Solanda \| Felipe Carcelén de Guevara y Sánchez de Orellana (1765-1823) VI marqués de Villa Rocha, VI marqués de Solanda \| Felipe Carcelén de Guevara y Sánchez de Orellana (1765-1823) VI marqués de Villa Rocha, VI marqués de Solanda \| Felipe Carcelén de Guevara y Sánchez de Orellana (1765-1823) VI marqués de Villa Rocha, VI marqués de Solanda \| Felipe Carcelén de Guevara y Sánchez de Orellana (1765-1823) VI marqués de Villa Rocha, VI marqués de Solanda \| \| \| Mariano Sánchez Bravo de Naveda (1805-1871) \| Mariano Sánchez Bravo de Naveda (1805-1871) \| Mariano Sánchez Bravo de Naveda (1805-1871) \| Mariano Sánchez Bravo de Naveda (1805-1871) \| Mariano Sánchez Bravo de Naveda (1805-1871) \| Mariano Sánchez Bravo de Naveda (1805-1871) \| \| \| \| \| \| \| \| \| \| \| \| \| \| \| \| \| \| \| \| \| \| \| \| Mariana Carcelén de Guevara y Larrea-Zurbano (1805-1861) VII marquesa de Villa Rocha, VII marquesa de Solanda \| Mariana Carcelén de Guevara y Larrea-Zurbano (1805-1861) VII marquesa de Villa Rocha, VII marquesa de Solanda \| Mariana Carcelén de Guevara y Larrea-Zurbano (1805-1861) VII marquesa de Villa Rocha, VII marquesa de Solanda \| Mariana Carcelén de Guevara y Larrea-Zurbano (1805-1861) VII marquesa de Villa Rocha, VII marquesa de Solanda \| Mariana Carcelén de Guevara y Larrea-Zurbano (1805-1861) VII marquesa de Villa Rocha, VII marquesa de Solanda \| Mariana Carcelén de Guevara y Larrea-Zurbano (1805-1861) VII marquesa de Villa Rocha, VII marquesa de Solanda \| \| \| Mariano Sánchez Fontecilla (1840-1914) \| Mariano Sánchez Fontecilla (1840-1914) \| Mariano Sánchez Fontecilla (1840-1914) \| Mariano Sánchez Fontecilla (1840-1914) \| Mariano Sánchez Fontecilla (1840-1914) \| Mariano Sánchez Fontecilla (1840-1914) \| \| \| \| \| \| \| \| \| \| \| \| \| \| \| \| \| \| \| \| \| \| \| \| Mariana Carcelén de Guevara y Larrea-Zurbano (1805-1861) VII marquesa de Villa Rocha, VII marquesa de Solanda \| Mariana Carcelén de Guevara y Larrea-Zurbano (1805-1861) VII marquesa de Villa Rocha, VII marquesa de Solanda \| Mariana Carcelén de Guevara y Larrea-Zurbano (1805-1861) VII marquesa de Villa Rocha, VII marquesa de Solanda \| Mariana Carcelén de Guevara y Larrea-Zurbano (1805-1861) VII marquesa de Villa Rocha, VII marquesa de Solanda \| Mariana Carcelén de Guevara y Larrea-Zurbano (1805-1861) VII marquesa de Villa Rocha, VII marquesa de Solanda \| Mariana Carcelén de Guevara y Larrea-Zurbano (1805-1861) VII marquesa de Villa Rocha, VII marquesa de Solanda \| Con sucesión \| \| Mariano Sánchez Fontecilla (1840-1914) \| Mariano Sánchez Fontecilla (1840-1914) \| Mariano Sánchez Fontecilla (1840-1914) \| Mariano Sánchez Fontecilla (1840-1914) \| Mariano Sánchez Fontecilla (1840-1914) \| Mariano Sánchez Fontecilla (1840-1914) \| \| \| \| \| \| \| \| \| \| \| \| \| \| \| \| \| \| \| \| \| \| \| \| \| \| \| \| \| \| \| \| Luis Renato Sánchez García de la Huerta (1869-1935) \| \| \| \| \| \| \| \| \| \| \| \| \| \| \| \| \| \| \| \| \| \| \| \| \| \| \| \| \| \| \| \| \| \| \| \| \| \| \| \| \| \| \| \| \| \| \| \| \| \| \| \| \| \| \| \| \| \| \| \| \| \| \| \| \| \| \| \| \| \| \| \| \| \| \| \| \| \| \| \| \| \| \| \| \| \| \| \| \| \| \| \| \| \| \| \| \| \| \| \| \| \| \| \| \| \| \| \| \| \| \| Federico Sánchez Errázuriz (1905-1998) VIII marqués de Villa Rocha \| Federico Sánchez Errázuriz (1905-1998) VIII marqués de Villa Rocha \| Federico Sánchez Errázuriz (1905-1998) VIII marqués de Villa Rocha \| Federico Sánchez Errázuriz (1905-1998) VIII marqués de Villa Rocha \| Federico Sánchez Errázuriz (1905-1998) VIII marqués de Villa Rocha \| Federico Sánchez Errázuriz (1905-1998) VIII marqués de Villa Rocha \| \| \| Teresa Sánchez Errázuriz \| Teresa Sánchez Errázuriz \| Teresa Sánchez Errázuriz \| Teresa Sánchez Errázuriz \| Teresa Sánchez Errázuriz \| Teresa Sánchez Errázuriz \| \| \| \| \| \| \| \| \| \| \| \| \| \| \| \| \| \| \| \| \| \| \| \| Federico Sánchez Errázuriz (1905-1998) VIII marqués de Villa Rocha \| Federico Sánchez Errázuriz (1905-1998) VIII marqués de Villa Rocha \| Federico Sánchez Errázuriz (1905-1998) VIII marqués de Villa Rocha \| Federico Sánchez Errázuriz (1905-1998) VIII marqués de Villa Rocha \| Federico Sánchez Errázuriz (1905-1998) VIII marqués de Villa Rocha \| Federico Sánchez Errázuriz (1905-1998) VIII marqués de Villa Rocha \| Sin sucesión \| \| Teresa Sánchez Errázuriz \| Teresa Sánchez Errázuriz \| Teresa Sánchez Errázuriz \| Teresa Sánchez Errázuriz \| Teresa Sánchez Errázuriz \| Teresa Sánchez Errázuriz \| \| \| \| \| \| \| \| \| \| \| \| \| \| \| \| \| \| \| \| \| \| \| \| \| \| \| \| \| \| \| \| Luis Hernán Granier Sánchez \| \| \| \| \| \| \| \| \| \| \| \| \| \| \| \| \| \| \| \| \| \| \| \| \| \| \| \| \| \| \| \| \| \| \| \| \| \| \| \| \| \| \| \| \| \| \| \| \| \| \| \| \| \| \| \| \| \| \| \| \| \| \| \| \| \| \| \| \| \| \| \| \| \| Luis Hernán Granier Bulnes (n. 1966) IX marqués de Villa Rocha \| \| \| \| \| \| \| \| \| \| \| \| |                                                                           |                                                                           |                                                                           |                                                                           |                                                                           |              |  | | | | | | |              |  |                                                                    |                                                                    |                                                                    |                                                                    |                                                                    |                                                                    |              |  |                                                                |                          |                          |                          |                          |                          |  |  |  |  |  |  |
| Marqués de Villa Rocha, 1574 |                                                                           |                                                                           |                                                                           |                                                                           |                                                                           |              |  | | | | | | |              |  |                                                                    |                                                                    |                                                                    |                                                                    |                                                                    |                                                                    |              |  |                                                                |                          |                          |                          |                          |                          |  |  |  |  |  |  |
| Antonio Andrés Girandía de la Rocha (flor. 1571) I marqués de Villa Rocha, Señor del Castillo de la Rocha Caballero de Santiago |                                                                           |                                                                           |                                                                           |                                                                           |                                                                           |              |  | | | | | | |              |  |                                                                    |                                                                    |                                                                    |                                                                    |                                                                    |                                                                    |              |  |                                                                |                          |                          |                          |                          |                          |  |  |  |  |  |  |
| |                                                                           |                                                                           |                                                                           |                                                                           |                                                                           |              |  | | | | | | |              |  |                                                                    |                                                                    |                                                                    |                                                                    |                                                                    |                                                                    |              |  |                                                                |                          |                          |                          |                          |                          |  |  |  |  |  |  |
| Jerónimo Andrés de la Rocha y Jordán (f. 1607) |                                                                           |                                                                           |                                                                           |                                                                           |                                                                           |              |  | | | | | | |              |  |                                                                    |                                                                    |                                                                    |                                                                    |                                                                    |                                                                    |              |  |                                                                |                          |                          |                          |                          |                          |  |  |  |  |  |  |
| |                                                                           |                                                                           |                                                                           |                                                                           |                                                                           |              |  | | | | | | |              |  |                                                                    |                                                                    |                                                                    |                                                                    |                                                                    |                                                                    |              |  |                                                                |                          |                          |                          |                          |                          |  |  |  |  |  |  |
| Jerónimo Andrés de la Rocha y de la Rocha (1571-1638) |                                                                           |                                                                           |                                                                           |                                                                           |                                                                           |              |  | | | | | | |              |  |                                                                    |                                                                    |                                                                    |                                                                    |                                                                    |                                                                    |              |  |                                                                |                          |                          |                          |                          |                          |  |  |  |  |  |  |
| |                                                                           |                                                                           |                                                                           |                                                                           |                                                                           |              |  | | | | | | |              |  |                                                                    |                                                                    |                                                                    |                                                                    |                                                                    |                                                                    |              |  |                                                                |                          |                          |                          |                          |                          |  |  |  |  |  |  |
| Diego de la Rocha y Pérez de Montiel (1607-1687) |                                                                           |                                                                           |                                                                           |                                                                           |                                                                           |              |  | | | | | | |              |  |                                                                    |                                                                    |                                                                    |                                                                    |                                                                    |                                                                    |              |  |                                                                |                          |                          |                          |                          |                          |  |  |  |  |  |  |
| |                                                                           |                                                                           |                                                                           |                                                                           |                                                                           |              |  | | | | | | |              |  |                                                                    |                                                                    |                                                                    |                                                                    |                                                                    |                                                                    |              |  |                                                                |                          |                          |                          |                          |                          |  |  |  |  |  |  |
| |                                                                           |                                                                           |                                                                           |                                                                           |                                                                           |              |  | | | | | | |              |  |                                                                    |                                                                    |                                                                    |                                                                    |                                                                    |                                                                    |              |  |                                                                |                          |                          |                          |                          |                          |  |  |  |  |  |  |
| Marqués de Villa Rocha, 1698 |                                                                           |                                                                           |                                                                           |                                                                           |                                                                           |              |  | | | | | | |              |  |                                                                    |                                                                    |                                                                    |                                                                    |                                                                    |                                                                    |              |  |                                                                |                          |                          |                          |                          |                          |  |  |  |  |  |  |
| José Antonio de la Rocha y Carranza (1662-1730) II marqués de Villa Rocha | José Antonio de la Rocha y Carranza (1662-1730) II marqués de Villa Rocha | José Antonio de la Rocha y Carranza (1662-1730) II marqués de Villa Rocha | José Antonio de la Rocha y Carranza (1662-1730) II marqués de Villa Rocha | José Antonio de la Rocha y Carranza (1662-1730) II marqués de Villa Rocha | José Antonio de la Rocha y Carranza (1662-1730) II marqués de Villa Rocha |              |  | Catalina de la Rocha y Carranza                                                                               | Catalina de la Rocha y Carranza                                                                               | Catalina de la Rocha y Carranza                                                                               | Catalina de la Rocha y Carranza                                                                               | Catalina de la Rocha y Carranza                                                                               | Catalina de la Rocha y Carranza                                                                               |              |  | Magdalena de la Rocha y Carranza                                   | Magdalena de la Rocha y Carranza                                   | Magdalena de la Rocha y Carranza                                   | Magdalena de la Rocha y Carranza                                   | Magdalena de la Rocha y Carranza                                   | Magdalena de la Rocha y Carranza                                   |              |  |                                                                |                          |                          |                          |                          |                          |  |  |  |  |  |  |
| José Antonio de la Rocha y Carranza (1662-1730) II marqués de Villa Rocha | José Antonio de la Rocha y Carranza (1662-1730) II marqués de Villa Rocha | José Antonio de la Rocha y Carranza (1662-1730) II marqués de Villa Rocha | José Antonio de la Rocha y Carranza (1662-1730) II marqués de Villa Rocha | José Antonio de la Rocha y Carranza (1662-1730) II marqués de Villa Rocha | José Antonio de la Rocha y Carranza (1662-1730) II marqués de Villa Rocha | Sin sucesión |  | Catalina de la Rocha y Carranza                                                                               | Catalina de la Rocha y Carranza                                                                               | Catalina de la Rocha y Carranza                                                                               | Catalina de la Rocha y Carranza                                                                               | Catalina de la Rocha y Carranza                                                                               | Catalina de la Rocha y Carranza                                                                               |              |  | Magdalena de la Rocha y Carranza                                   | Magdalena de la Rocha y Carranza                                   | Magdalena de la Rocha y Carranza                                   | Magdalena de la Rocha y Carranza                                   | Magdalena de la Rocha y Carranza                                   | Magdalena de la Rocha y Carranza                                   |              |  |                                                                |                          |                          |                          |                          |                          |  |  |  |  |  |  |
| |                                                                           |                                                                           |                                                                           |                                                                           |                                                                           |              |  | María Josefa Lago-Bahamonde y de la Rocha III marquesa de Villarocha                                          | María Josefa Lago-Bahamonde y de la Rocha III marquesa de Villarocha                                          | María Josefa Lago-Bahamonde y de la Rocha III marquesa de Villarocha                                          | María Josefa Lago-Bahamonde y de la Rocha III marquesa de Villarocha                                          | María Josefa Lago-Bahamonde y de la Rocha III marquesa de Villarocha                                          | María Josefa Lago-Bahamonde y de la Rocha III marquesa de Villarocha                                          |              |  | José Melchor de Vivar y de la Rocha (1695-1764)                    | José Melchor de Vivar y de la Rocha (1695-1764)                    | José Melchor de Vivar y de la Rocha (1695-1764)                    | José Melchor de Vivar y de la Rocha (1695-1764)                    | José Melchor de Vivar y de la Rocha (1695-1764)                    | José Melchor de Vivar y de la Rocha (1695-1764)                    |              |  |                                                                |                          |                          |                          |                          |                          |  |  |  |  |  |  |
| |                                                                           |                                                                           |                                                                           |                                                                           |                                                                           |              |  | María Josefa Lago-Bahamonde y de la Rocha III marquesa de Villarocha                                          | María Josefa Lago-Bahamonde y de la Rocha III marquesa de Villarocha                                          | María Josefa Lago-Bahamonde y de la Rocha III marquesa de Villarocha                                          | María Josefa Lago-Bahamonde y de la Rocha III marquesa de Villarocha                                          | María Josefa Lago-Bahamonde y de la Rocha III marquesa de Villarocha                                          | María Josefa Lago-Bahamonde y de la Rocha III marquesa de Villarocha                                          |              |  | José Melchor de Vivar y de la Rocha (1695-1764)                    | José Melchor de Vivar y de la Rocha (1695-1764)                    | José Melchor de Vivar y de la Rocha (1695-1764)                    | José Melchor de Vivar y de la Rocha (1695-1764)                    | José Melchor de Vivar y de la Rocha (1695-1764)                    | José Melchor de Vivar y de la Rocha (1695-1764)                    |              |  |                                                                |                          |                          |                          |                          |                          |  |  |  |  |  |  |
| |                                                                           |                                                                           |                                                                           |                                                                           |                                                                           |              |  | Pablo Carcelén de Guevara y Lago-Bahamonde IV marqués de Villarocha                                           | Pablo Carcelén de Guevara y Lago-Bahamonde IV marqués de Villarocha                                           | Pablo Carcelén de Guevara y Lago-Bahamonde IV marqués de Villarocha                                           | Pablo Carcelén de Guevara y Lago-Bahamonde IV marqués de Villarocha                                           | Pablo Carcelén de Guevara y Lago-Bahamonde IV marqués de Villarocha                                           | Pablo Carcelén de Guevara y Lago-Bahamonde IV marqués de Villarocha                                           |              |  | Juana Dolores Vivar de la Rocha y Ruiz de Azúa (1746-1801)         | Juana Dolores Vivar de la Rocha y Ruiz de Azúa (1746-1801)         | Juana Dolores Vivar de la Rocha y Ruiz de Azúa (1746-1801)         | Juana Dolores Vivar de la Rocha y Ruiz de Azúa (1746-1801)         | Juana Dolores Vivar de la Rocha y Ruiz de Azúa (1746-1801)         | Juana Dolores Vivar de la Rocha y Ruiz de Azúa (1746-1801)         |              |  |                                                                |                          |                          |                          |                          |                          |  |  |  |  |  |  |
| |                                                                           |                                                                           |                                                                           |                                                                           |                                                                           |              |  | Pablo Carcelén de Guevara y Lago-Bahamonde IV marqués de Villarocha                                           | Pablo Carcelén de Guevara y Lago-Bahamonde IV marqués de Villarocha                                           | Pablo Carcelén de Guevara y Lago-Bahamonde IV marqués de Villarocha                                           | Pablo Carcelén de Guevara y Lago-Bahamonde IV marqués de Villarocha                                           | Pablo Carcelén de Guevara y Lago-Bahamonde IV marqués de Villarocha                                           | Pablo Carcelén de Guevara y Lago-Bahamonde IV marqués de Villarocha                                           |              |  | Juana Dolores Vivar de la Rocha y Ruiz de Azúa (1746-1801)         | Juana Dolores Vivar de la Rocha y Ruiz de Azúa (1746-1801)         | Juana Dolores Vivar de la Rocha y Ruiz de Azúa (1746-1801)         | Juana Dolores Vivar de la Rocha y Ruiz de Azúa (1746-1801)         | Juana Dolores Vivar de la Rocha y Ruiz de Azúa (1746-1801)         | Juana Dolores Vivar de la Rocha y Ruiz de Azúa (1746-1801)         |              |  |                                                                |                          |                          |                          |                          |                          |  |  |  |  |  |  |
| |                                                                           |                                                                           |                                                                           |                                                                           |                                                                           |              |  | José Carcelén de Guevara y Pérez de Ubillús V marqués de Villa Rocha                                          | José Carcelén de Guevara y Pérez de Ubillús V marqués de Villa Rocha                                          | José Carcelén de Guevara y Pérez de Ubillús V marqués de Villa Rocha                                          | José Carcelén de Guevara y Pérez de Ubillús V marqués de Villa Rocha                                          | José Carcelén de Guevara y Pérez de Ubillús V marqués de Villa Rocha                                          | José Carcelén de Guevara y Pérez de Ubillús V marqués de Villa Rocha                                          |              |  | Tadea Bravo de Naveda y Vivar (1768-1833)                          | Tadea Bravo de Naveda y Vivar (1768-1833)                          | Tadea Bravo de Naveda y Vivar (1768-1833)                          | Tadea Bravo de Naveda y Vivar (1768-1833)                          | Tadea Bravo de Naveda y Vivar (1768-1833)                          | Tadea Bravo de Naveda y Vivar (1768-1833)                          |              |  |                                                                |                          |                          |                          |                          |                          |  |  |  |  |  |  |
| |                                                                           |                                                                           |                                                                           |                                                                           |                                                                           |              |  | José Carcelén de Guevara y Pérez de Ubillús V marqués de Villa Rocha                                          | José Carcelén de Guevara y Pérez de Ubillús V marqués de Villa Rocha                                          | José Carcelén de Guevara y Pérez de Ubillús V marqués de Villa Rocha                                          | José Carcelén de Guevara y Pérez de Ubillús V marqués de Villa Rocha                                          | José Carcelén de Guevara y Pérez de Ubillús V marqués de Villa Rocha                                          | José Carcelén de Guevara y Pérez de Ubillús V marqués de Villa Rocha                                          |              |  | Tadea Bravo de Naveda y Vivar (1768-1833)                          | Tadea Bravo de Naveda y Vivar (1768-1833)                          | Tadea Bravo de Naveda y Vivar (1768-1833)                          | Tadea Bravo de Naveda y Vivar (1768-1833)                          | Tadea Bravo de Naveda y Vivar (1768-1833)                          | Tadea Bravo de Naveda y Vivar (1768-1833)                          |              |  |                                                                |                          |                          |                          |                          |                          |  |  |  |  |  |  |
| |                                                                           |                                                                           |                                                                           |                                                                           |                                                                           |              |  | Felipe Carcelén de Guevara y Sánchez de Orellana (1765-1823) VI marqués de Villa Rocha, VI marqués de Solanda | Felipe Carcelén de Guevara y Sánchez de Orellana (1765-1823) VI marqués de Villa Rocha, VI marqués de Solanda | Felipe Carcelén de Guevara y Sánchez de Orellana (1765-1823) VI marqués de Villa Rocha, VI marqués de Solanda | Felipe Carcelén de Guevara y Sánchez de Orellana (1765-1823) VI marqués de Villa Rocha, VI marqués de Solanda | Felipe Carcelén de Guevara y Sánchez de Orellana (1765-1823) VI marqués de Villa Rocha, VI marqués de Solanda | Felipe Carcelén de Guevara y Sánchez de Orellana (1765-1823) VI marqués de Villa Rocha, VI marqués de Solanda |              |  | Mariano Sánchez Bravo de Naveda (1805-1871)                        | Mariano Sánchez Bravo de Naveda (1805-1871)                        | Mariano Sánchez Bravo de Naveda (1805-1871)                        | Mariano Sánchez Bravo de Naveda (1805-1871)                        | Mariano Sánchez Bravo de Naveda (1805-1871)                        | Mariano Sánchez Bravo de Naveda (1805-1871)                        |              |  |                                                                |                          |                          |                          |                          |                          |  |  |  |  |  |  |
| |                                                                           |                                                                           |                                                                           |                                                                           |                                                                           |              |  | Felipe Carcelén de Guevara y Sánchez de Orellana (1765-1823) VI marqués de Villa Rocha, VI marqués de Solanda | Felipe Carcelén de Guevara y Sánchez de Orellana (1765-1823) VI marqués de Villa Rocha, VI marqués de Solanda | Felipe Carcelén de Guevara y Sánchez de Orellana (1765-1823) VI marqués de Villa Rocha, VI marqués de Solanda | Felipe Carcelén de Guevara y Sánchez de Orellana (1765-1823) VI marqués de Villa Rocha, VI marqués de Solanda | Felipe Carcelén de Guevara y Sánchez de Orellana (1765-1823) VI marqués de Villa Rocha, VI marqués de Solanda | Felipe Carcelén de Guevara y Sánchez de Orellana (1765-1823) VI marqués de Villa Rocha, VI marqués de Solanda |              |  | Mariano Sánchez Bravo de Naveda (1805-1871)                        | Mariano Sánchez Bravo de Naveda (1805-1871)                        | Mariano Sánchez Bravo de Naveda (1805-1871)                        | Mariano Sánchez Bravo de Naveda (1805-1871)                        | Mariano Sánchez Bravo de Naveda (1805-1871)                        | Mariano Sánchez Bravo de Naveda (1805-1871)                        |              |  |                                                                |                          |                          |                          |                          |                          |  |  |  |  |  |  |
| |                                                                           |                                                                           |                                                                           |                                                                           |                                                                           |              |  | Mariana Carcelén de Guevara y Larrea-Zurbano (1805-1861) VII marquesa de Villa Rocha, VII marquesa de Solanda | Mariana Carcelén de Guevara y Larrea-Zurbano (1805-1861) VII marquesa de Villa Rocha, VII marquesa de Solanda | Mariana Carcelén de Guevara y Larrea-Zurbano (1805-1861) VII marquesa de Villa Rocha, VII marquesa de Solanda | Mariana Carcelén de Guevara y Larrea-Zurbano (1805-1861) VII marquesa de Villa Rocha, VII marquesa de Solanda | Mariana Carcelén de Guevara y Larrea-Zurbano (1805-1861) VII marquesa de Villa Rocha, VII marquesa de Solanda | Mariana Carcelén de Guevara y Larrea-Zurbano (1805-1861) VII marquesa de Villa Rocha, VII marquesa de Solanda |              |  | Mariano Sánchez Fontecilla (1840-1914)                             | Mariano Sánchez Fontecilla (1840-1914)                             | Mariano Sánchez Fontecilla (1840-1914)                             | Mariano Sánchez Fontecilla (1840-1914)                             | Mariano Sánchez Fontecilla (1840-1914)                             | Mariano Sánchez Fontecilla (1840-1914)                             |              |  |                                                                |                          |                          |                          |                          |                          |  |  |  |  |  |  |
| |                                                                           |                                                                           |                                                                           |                                                                           |                                                                           |              |  | Mariana Carcelén de Guevara y Larrea-Zurbano (1805-1861) VII marquesa de Villa Rocha, VII marquesa de Solanda | Mariana Carcelén de Guevara y Larrea-Zurbano (1805-1861) VII marquesa de Villa Rocha, VII marquesa de Solanda | Mariana Carcelén de Guevara y Larrea-Zurbano (1805-1861) VII marquesa de Villa Rocha, VII marquesa de Solanda | Mariana Carcelén de Guevara y Larrea-Zurbano (1805-1861) VII marquesa de Villa Rocha, VII marquesa de Solanda | Mariana Carcelén de Guevara y Larrea-Zurbano (1805-1861) VII marquesa de Villa Rocha, VII marquesa de Solanda | Mariana Carcelén de Guevara y Larrea-Zurbano (1805-1861) VII marquesa de Villa Rocha, VII marquesa de Solanda | Con sucesión |  | Mariano Sánchez Fontecilla (1840-1914)                             | Mariano Sánchez Fontecilla (1840-1914)                             | Mariano Sánchez Fontecilla (1840-1914)                             | Mariano Sánchez Fontecilla (1840-1914)                             | Mariano Sánchez Fontecilla (1840-1914)                             | Mariano Sánchez Fontecilla (1840-1914)                             |              |  |                                                                |                          |                          |                          |                          |                          |  |  |  |  |  |  |
| |                                                                           |                                                                           |                                                                           |                                                                           |                                                                           |              |  | | | | | | |              |  | Luis Renato Sánchez García de la Huerta (1869-1935)                |                                                                    |                                                                    |                                                                    |                                                                    |                                                                    |              |  |                                                                |                          |                          |                          |                          |                          |  |  |  |  |  |  |
| |                                                                           |                                                                           |                                                                           |                                                                           |                                                                           |              |  | | | | | | |              |  |                                                                    |                                                                    |                                                                    |                                                                    |                                                                    |                                                                    |              |  |                                                                |                          |                          |                          |                          |                          |  |  |  |  |  |  |
| |                                                                           |                                                                           |                                                                           |                                                                           |                                                                           |              |  | | | | | | |              |  |                                                                    |                                                                    |                                                                    |                                                                    |                                                                    |                                                                    |              |  |                                                                |                          |                          |                          |                          |                          |  |  |  |  |  |  |
| |                                                                           |                                                                           |                                                                           |                                                                           |                                                                           |              |  | | | | | | |              |  | Federico Sánchez Errázuriz (1905-1998) VIII marqués de Villa Rocha | Federico Sánchez Errázuriz (1905-1998) VIII marqués de Villa Rocha | Federico Sánchez Errázuriz (1905-1998) VIII marqués de Villa Rocha | Federico Sánchez Errázuriz (1905-1998) VIII marqués de Villa Rocha | Federico Sánchez Errázuriz (1905-1998) VIII marqués de Villa Rocha | Federico Sánchez Errázuriz (1905-1998) VIII marqués de Villa Rocha |              |  | Teresa Sánchez Errázuriz                                       | Teresa Sánchez Errázuriz | Teresa Sánchez Errázuriz | Teresa Sánchez Errázuriz | Teresa Sánchez Errázuriz | Teresa Sánchez Errázuriz |  |  |  |  |  |  |
| |                                                                           |                                                                           |                                                                           |                                                                           |                                                                           |              |  | | | | | | |              |  | Federico Sánchez Errázuriz (1905-1998) VIII marqués de Villa Rocha | Federico Sánchez Errázuriz (1905-1998) VIII marqués de Villa Rocha | Federico Sánchez Errázuriz (1905-1998) VIII marqués de Villa Rocha | Federico Sánchez Errázuriz (1905-1998) VIII marqués de Villa Rocha | Federico Sánchez Errázuriz (1905-1998) VIII marqués de Villa Rocha | Federico Sánchez Errázuriz (1905-1998) VIII marqués de Villa Rocha | Sin sucesión |  | Teresa Sánchez Errázuriz                                       | Teresa Sánchez Errázuriz | Teresa Sánchez Errázuriz | Teresa Sánchez Errázuriz | Teresa Sánchez Errázuriz | Teresa Sánchez Errázuriz |  |  |  |  |  |  |
| |                                                                           |                                                                           |                                                                           |                                                                           |                                                                           |              |  | | | | | | |              |  |                                                                    |                                                                    |                                                                    |                                                                    |                                                                    |                                                                    |              |  | Luis Hernán Granier Sánchez                                    |                          |                          |                          |                          |                          |  |  |  |  |  |  |
| |                                                                           |                                                                           |                                                                           |                                                                           |                                                                           |              |  | | | | | | |              |  |                                                                    |                                                                    |                                                                    |                                                                    |                                                                    |                                                                    |              |  |                                                                |                          |                          |                          |                          |                          |  |  |  |  |  |  |
| |                                                                           |                                                                           |                                                                           |                                                                           |                                                                           |              |  | | | | | | |              |  |                                                                    |                                                                    |                                                                    |                                                                    |                                                                    |                                                                    |              |  | Luis Hernán Granier Bulnes (n. 1966) IX marqués de Villa Rocha |                          |                          |                          |                          |                          |  |  |  |  |  |  |